# 托勒密十三世
托勒密十三世（希臘語：Πτολεμαῖος Θεός Φιλοπάτωρ），是埃及法老托勒密十二世之子。前51年—前48年在位，与亲姐姐克利奥帕特拉七世（俗稱埃及艷后）结婚并共治埃及。
克利奥帕特拉與羅馬將領凱撒結盟。前48年，托勒密十三世被凱撒追杀，逃亡而死。克利奥帕特拉独柄朝政，立傀儡托勒密十四世。